# Frörupfeld
Frörupfeld (dänisch Frørupmark) ist ein Ortsteil beim Dorf Frörup, der zur Gemeinde Oeversee in Schleswig-Holstein gehört.

## Hintergrund
Der Ortsname Frörupfeld verweist auf Feldbereiche des Dorfes Frörup. Die erste namentliche Erwähnung des Gebietes stammt aus dem Jahr 1797. Auf der Karte der Preußischen Landesaufnahme um 1879 vom südlichen Flensburger Raum bis Eggebek war Frörupfeld schon namentlich benannt und detailliert eingezeichnet. Der damalige kleine, östlich von Frörup gelegene Straßensiedlungsbereich von Frörupfeld, das sogenannte Frörup-Osterfeld (auch: Fröruposterfeld geschrieben), trägt heute den offiziellen Namen Frörupsand (Lage). Die südlich des Dorfes Frörup gelegenen Felder von Fröruphof wurden im Übrigen schon in der Vergangenheit nicht dem Bereich des Frörupfeldes zugerechnet. Heutzutage wird hauptsächlich der größere, westlich des Dorfes Frörup gelegene Streusiedlungsbereich Frörupfeld genannt. Dieser große Bereich wird durch den Wanderuper Weg sowie der Straße Frörup-Westerfeld erschlossen. Nördlich schließt sich dem Frörupfeld der Landschaftsteil Oeverseefeld und im Süden das Tarpfeld an.
In der Mitte des 19. Jahrhunderts lagen am westlichen Rand dieses (westlichen) Bereiches zwei Kolonistenstellen, der Kolonie Friedrichsheide, die in Gänze offenbar dem Kirchspiel Wanderup zugeordnet war. Am westlich gelegenen Ende des Wanderuper Weges, an der Kreuzung mit der Barderuper Straße, 1,5 Kilometer nördlich vom Dorf Tarp entfernt, wurde 1864 das Gasthaus Jägerkrug errichtet (Lage). Das Frörupfelder Land auf dem der Jägerkrug errichtet wurde, gehörte zuvor in Teilen zur Kolonistenstelle „Bernstorfhof“. Der Jägerkrug etablierte sich zum Treffpunkt von Jägern. Die Besitzer wechselten mehrfach. Im Laufe der Zeit wurden die Schweine- und Kuhställe des Jägerkruges zu Pferdeställen umgebaut. Nach und nach wurden weitere Gebäude am Kreuzungsbereich beim Jägerkrug errichtet, so dass dort ein kleiner, ungestreuter, dörflicher Bereich entstand (Lage). 1954 wurde der Wasserverband Nord gegründet, der sich dort im Wanderuper Weg 23 ansiedelte. Der Wasserverband Nord versorgt mit seinem Wasserwerk seitdem zahlreiche Gemeinden im Kreis Nordfriesland und dem Keis Schleswig-Flensburg mit Wasser.
1970 zählte die amtliche Statistik 149 Menschen im Frörup-Westerfeld und 68 Menschen im Frörup-Osterfeld. 1999 brannte der Jägerkrug im Wanderuper Weg 30 auf Grund einer Brandstiftung fast vollständig ab. 2005 wurde der Jägerkrug in Anlehnung an die Optik des Abgebrannten wieder aufgebaut. Im Jägerkrug ist heute die Pferdesportgemeinschaft Jägerkrug e.V. beheimatet. Er dient den Pferdesportlern als Standort für Reiterfeste und Turniere.